# Stelling van Napoleon

De driehoek van Napoleon

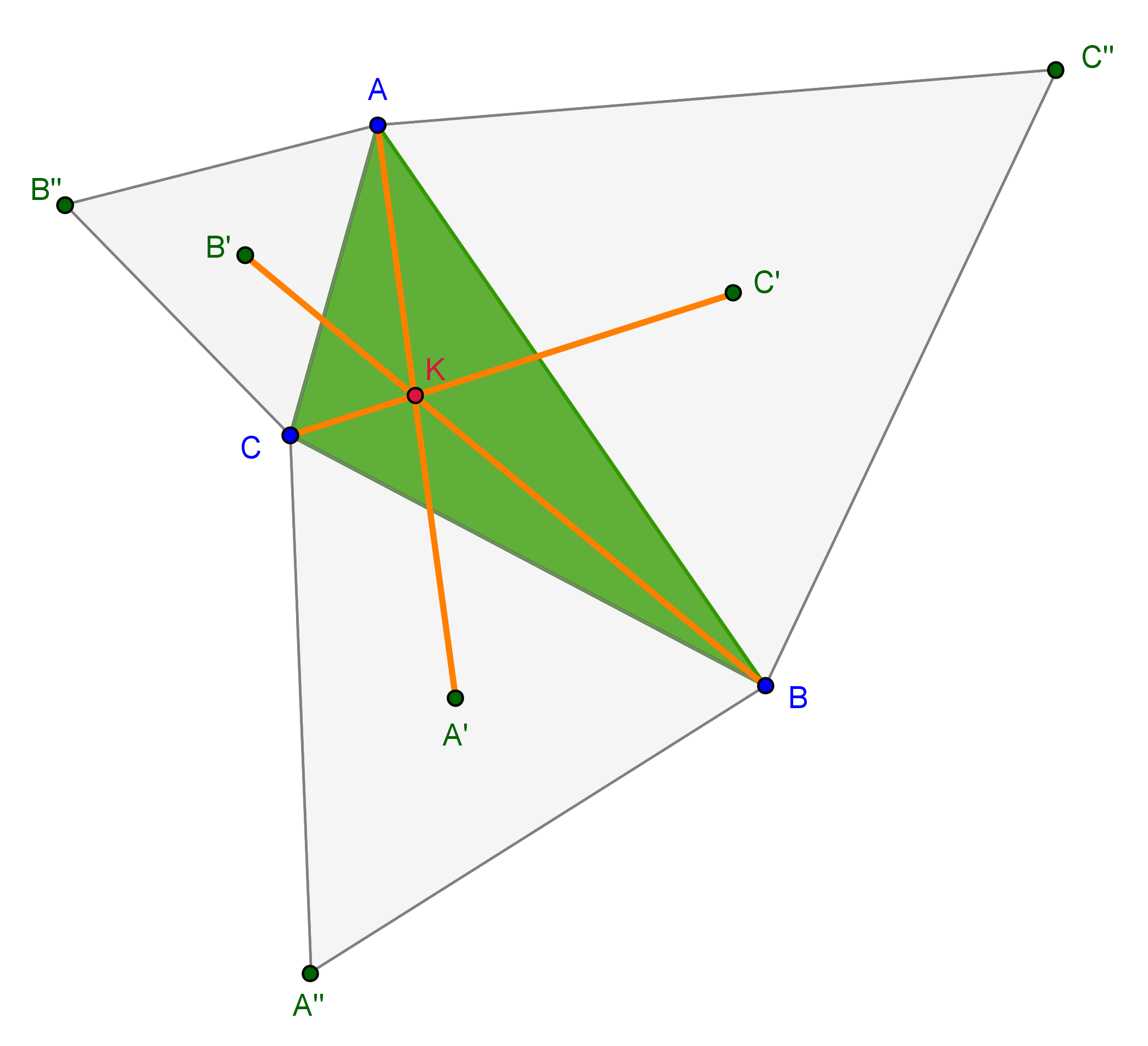
Het eerste punt van Napoleon

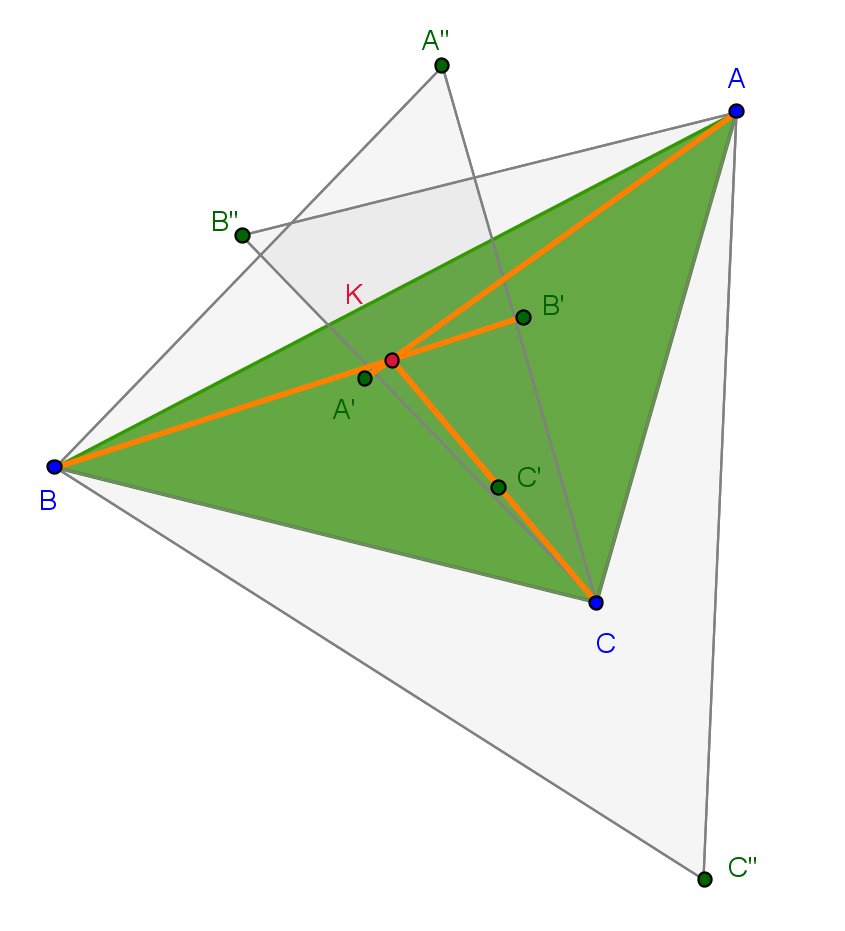
Het tweede punt van Napoleon

De stelling van Napoleon luidt dat als aan de zijden van iedere willekeurige driehoek gelijkzijdige driehoeken worden vastgemaakt, ofwel alle drie naar buiten, ofwel naar binnen gericht, dat dan de zwaartepunten van die driehoeken de hoekpunten zijn van een gelijkzijdige driehoek.
De twee gelijkzijdige driehoeken van Napoleon die zo ontstaan, hebben een verschil in oppervlakte gelijk aan de oppervlakte van de gegeven driehoek.
Hoewel de stelling naar hem is genoemd, is er geen directe aanwijzing dat Napoleon Bonaparte de stelling heeft ontdekt of bewezen.

## Punten van Napoleon
De twee driehoeken van Napoleon zijn voorbeelden van kiepertdriehoeken, dus perspectief met de gegeven driehoek. De perspectiviteitscentra zijn beide een driehoekscentrum van de begindriehoek, met kimberlingnummer respectievelijk X(17) en X(18). Ze heten de punten van Napoleon en hebben barycentrische coördinaten
{\displaystyle \left({\frac {1}{S_{A}\pm S_{\frac {\pi }{6}}}},{\frac {1}{S_{B}\pm S_{\frac {\pi }{6}}}},{\frac {1}{S_{C}\pm S_{\frac {\pi }{6}}}}\right)=}
{\displaystyle \left(a\csc \left(A\pm {\tfrac {1}{6}}\pi \right),b\csc \left(B\pm {\tfrac {1}{6}}\pi \right),c\csc \left(C\pm {\tfrac {1}{6}}\pi \right)\right),}
waarbij gebruik is gemaakt van de Conway-driehoeknotatie.
De punten van Napoleon zijn de middelpunten van de omgeschreven cirkels van de kiepertdriehoeken gevormd met aangeplakte gelijkzijdige driehoeken.

## Verwijzingen
- (en)  MathPages, Napoleon's Theorem.
- (en)  EW Weisstein op MathWorld. Napoleon's Theorem
- D Klingens. Complex bewijzen - 3.
- (en)  A Bogomolny Napoleon's Theorem.